# 川口市立戸塚西中学校
川口市立戸塚西中学校（かわぐちしりつとづかにしちゅうがっこう）は、埼玉県川口市西立野にある公立中学校。通称「戸西」（とにし）。川口市内の中学校では一番新しい学校である。学年でジャージの色が違う。学校行事として体育祭、合唱コンクール、球技大会等がある。

## 交通
- 埼玉高速鉄道線戸塚安行駅下車、徒歩15分。

## 沿革
- 1996年4月1日 - 開校
- 1996年6月1日 - 校木（泰山木）記念植樹

## 教育目標
- 自ら学び、よく考える生徒
- 互いに協力し、思いやりのある生徒
- 心身ともにたくましい生徒
- 勤労を尊ぶ生徒

## 部活動

### 運動部
- サッカー部
- 野球部
- 体操部
- 男子バスケットボール部
- 女子バスケットボール部
- 男子バレーボール部
- 女子バレーボール部
- 男子ハンドボール部
- 女子ハンドボール部
- 男子ソフトテニス部
- 女子ソフトテニス部
- 男子卓球部
- 女子卓球部
- 水泳部
- 剣道部
- 陸上部
- トレーニング部

### 文化部
- 美術部
- 吹奏楽部
- 競技かるた部(文芸部)
- 将棋部
- 家庭科部
- 科学部

### 備考
部活動が盛んである。
- 水泳部は全国大会に何度も出場している。
- 体操部も以前全国大会に出場した。
- ハンドボール部も全国大会へ出場している。
- その他、剣道は関東大会、卓球、バレー、バスケ部なども、県大会へ出場している。
- 2022年度までは全員部活加入制だったが2023年度から自由加入制となった。